# Suore oblate del Sacro Cuore di Gesù
Le Suore Oblate del Sacro Cuore di Gesù sono un istituto religioso femminile di diritto pontificio: le suore di questa congregazione pospongono al loro nome la sigla O.S.C.

## Storia
La congregazione, detta in origine delle Vittime del Sacro Cuore, venne fondata il 2 febbraio 1894 da Maria Teresa Casini (1864-1937) con l'aiuto di Arsenio Pellegrini, abate del monastero basiliano di Grottaferrata.
L'istituto venne riconosciuto come istituto di diritto diocesano dal cardinale Francesco di Paola Cassetta, vescovo di Frascati, con decreto del 1º novembre 1916; ricevette il pontificio decreto di lode il 5 dicembre 1947.

## Attività e diffusione
Le Oblate del Sacro Cuore si dedicano all'assistenza all'infanzia in scuole e asili e al sostegno ai sacerdoti bisognosi.
Oltre che in Italia, sono presenti in Brasile, Guinea-Bissau, India e Stati Uniti d'America: la sede generalizia è a Grottaferrata.
Al 31 dicembre 2005 l'istituto contava 201 religiose in 26 case.